# John Larroquette
John Edgar Bernard Larroquette (ur. 25 listopada 1947 w Nowym Orleanie) – amerykański aktor filmowy, teatralny i telewizyjny. Pięciokrotny laureat nagrody Emmy.

## Życiorys
Urodził się w Nowym Orleanie w stanie Luizjana jako syn Berthy Oramous (z domu Helmstetter), urzędniczka domu towarowego, która sprzedawała głównie ubrania dla dzieci, i Johna Edgara Larroquette’a, który służył w United States Navy. Jego dziadek ze strony ojca, John Larroquette Sr., urodził się we Francji i wyemigrował do Stanów Zjednoczonych w 1895.
Larroquette dorastał w dziewiątym okręgu Nowego Orleanu, w pobliżu dzielnicy French Quarter. Grał na klarnecie i saksofonie przez całe dzieciństwo, aż do liceum, gdzie wraz z przyjaciółmi zorganizował zespół, który nazwali The N.U.D.L.E.S (The New Universal Demonstration for Love, Ecstasy and Sound). Aktorstwo odkrył w ostatniej klasie liceum we Francis T. Nicholls High School. W 1973 przeniósł się do Hollywood po tym, jak pracował w radiu jako DJ w pierwszych dniach „undergroundowego” radia, kiedy każdy didżej mógł puszczać to, co chciał.
Jego pierwszą rolą aktorską w Hollywood było zapewnienie początkowej narracji lektorskiej w klasycznym horrorze Teksańska masakra piłą mechaniczną (1974). Larroquette zrobił to jako przysługę dla reżysera filmu Tobe Hoopera. Od 4 stycznia 1984 do 31 maja 1992 grał rolę prymitywnego i mającego obsesję na punkcie seksu Dana Fieldinga w sitcomie NBC Night Court, która przyniosła mu w 1988 nominację do Złotego Globu. Następnie występował jako prawnik Carl Sack w serialu ABC Orły z Bostonu (2004–2008) oraz w głównej roli tytułowego Mike’a McBride’a w serialu Hallmark Channel McBride (2005–2008).
Od 26 lutego 2011 do 1 stycznia 2012 na Broadwayu grał rolę J.B. Biggleya w komedii muzycznej Jak odnieść sukces w biznesie, nie próbując naprawdę (How to Succeed in Business Without Really Trying) z Danielem Radcliffe, za którą otrzymał Tony Award dla najlepszego aktora drugoplanowego w musicalu.
4 lipca 1975 ożenił się z aktorką Elizabeth Ann Cookson, z którą ma trójkę dzieci: córkę Lisę Katherinę oraz dwóch synów - Jonathana Prestona i Benjamina.

## Filmografia

### Filmy
- 1974: Teksańska masakra piłą mechaniczną jako narrator
- 1980: Odmienne stany świadomości jako X-Ray technician
- 1981: Szarże jako kapitan Stillman
- 1982: Ludzie-koty jako Bronte Judson
- 1983: Strefa mroku jako członek Ku Klux Klanu
- 1984: Star Trek III: W poszukiwaniu Spocka jako Maltz
- 1984: Pulpety II jako Lieutenant Felix Foxglove
- 1987: Randka w ciemno jako David Bedford
- 1989: Agencja „Trzecie Oko” jako Willis
- 1990: Ciotka Julia i skryba jako doktor Albert Quince
- 1991: JFK jako Jerry Johnson
- 1994: Richie milioner jako Van Dough
- 2003: Teksańska masakra piłą mechaniczną jako narrator
- 2003: Beethoven 5 jako burmistrz Harold Herman
- 2006: Teksańska masakra piłą mechaniczną: Początek jako narrator
- 2010: Gun jako Sam

### Telewizja
- 1975: Kojak jako marynarz
- 1981: Mork i Mindy jako Baba Hope
- 1982: Dallas jako Phillip Colton
- 1984: Remington Steele jako Nathan Fitts
- 1984-1992: Night Court jako Dan Fielding
- 1995: Świat według Dave’a jako Prawnik Dave
- 1997–2002: Kancelaria adwokacka jako Joey Heric
- 2000: Dziesiąte królestwo jako Anthony „Tony” Lewis
- 2000: Prezydencki poker jako Lionel Tribbey
- 2003: Przepis na kataklizm jako Patrick Korda
- 2005: Joey jako Benjamin Lockwood
- 2005: Kill grill jako Gerard
- 2005-2008: McBride jako Mike McBride
- 2006: Bogaci bankruci jako John Larroquette
- 2006: Dr House jako Gabriel Wozniak
- 2007–2008: Batman Mirror Master (głos)
- 2007–2008: Orły z Bostonu jako Carl Sack
- 2008–2011: Chuck jako Roan Montgomery
- 2009: Prawo i porządek: sekcja specjalna jako Randall Carver
- 2009-2010: Fineasz i Ferb jako wujek Bob
- 2010: Parks and Recreation jako Frank Beckerson
- 2010: Białe kołnierzyki jako Donovan
- 2010: CSI: Kryminalne zagadki Nowego Jorku jako szef Ted Carver
- 2013: Oszustwo jako Dwight Haverstock
- 2014: Almost Human jako Nigel
- 2014–2018: Bibliotekarze jako Jenkins